# Wolcott (Colorado)
Wolcott es un lugar designado por el censo ubicado en el condado de Eagle en el estado estadounidense de Colorado. En el Censo de 2010 tenía una población de 15 habitantes y una densidad poblacional de 15 personas por km².

## Geografía
Wolcott se encuentra ubicado en las coordenadas 39°42′13″N 106°40′45″O / 39.70361, -106.67917. Según la Oficina del Censo de los Estados Unidos, Wolcott tiene una superficie total de 1 km², de la cual 0.96 km² corresponden a tierra firme y (3.89%) 0.04 km² es agua.

## Demografía
Según el censo de 2010, había 15 personas residiendo en Wolcott. La densidad de población era de 15 hab./km². De los 15 habitantes, Wolcott estaba compuesto por el 100% blancos, el 0% eran afroamericanos, el 0% eran amerindios, el 0% eran asiáticos, el 0% eran isleños del Pacífico, el 0% eran de otras razas y el 0% pertenecían a dos o más razas. Del total de la población el 0% eran hispanos o latinos de cualquier raza.